# Саут Појнт (Тексас)
Саут Појнт (енгл. South Point) насељено је место без административног статуса у америчкој савезној држави Тексас.

## Демографија
По попису из 2010. године број становника је 1.376, што је 258 (23,1%) становника више него 2000. године.
| Група             | 2000.         | 2010.         |
| Белци             | 8 (0,7%)      | 30 (2,2%)     |
| Афроамериканци    | 1 (0,1%)      | 7 (0,5%)      |
| Азијати           | 0 (0,0%)      | 1 (0,1%)      |
| Хиспаноамериканци | 1.110 (99,3%) | 1.341 (97,5%) |
| Укупно            | 1.118         | 1.376         |